# André de Leones

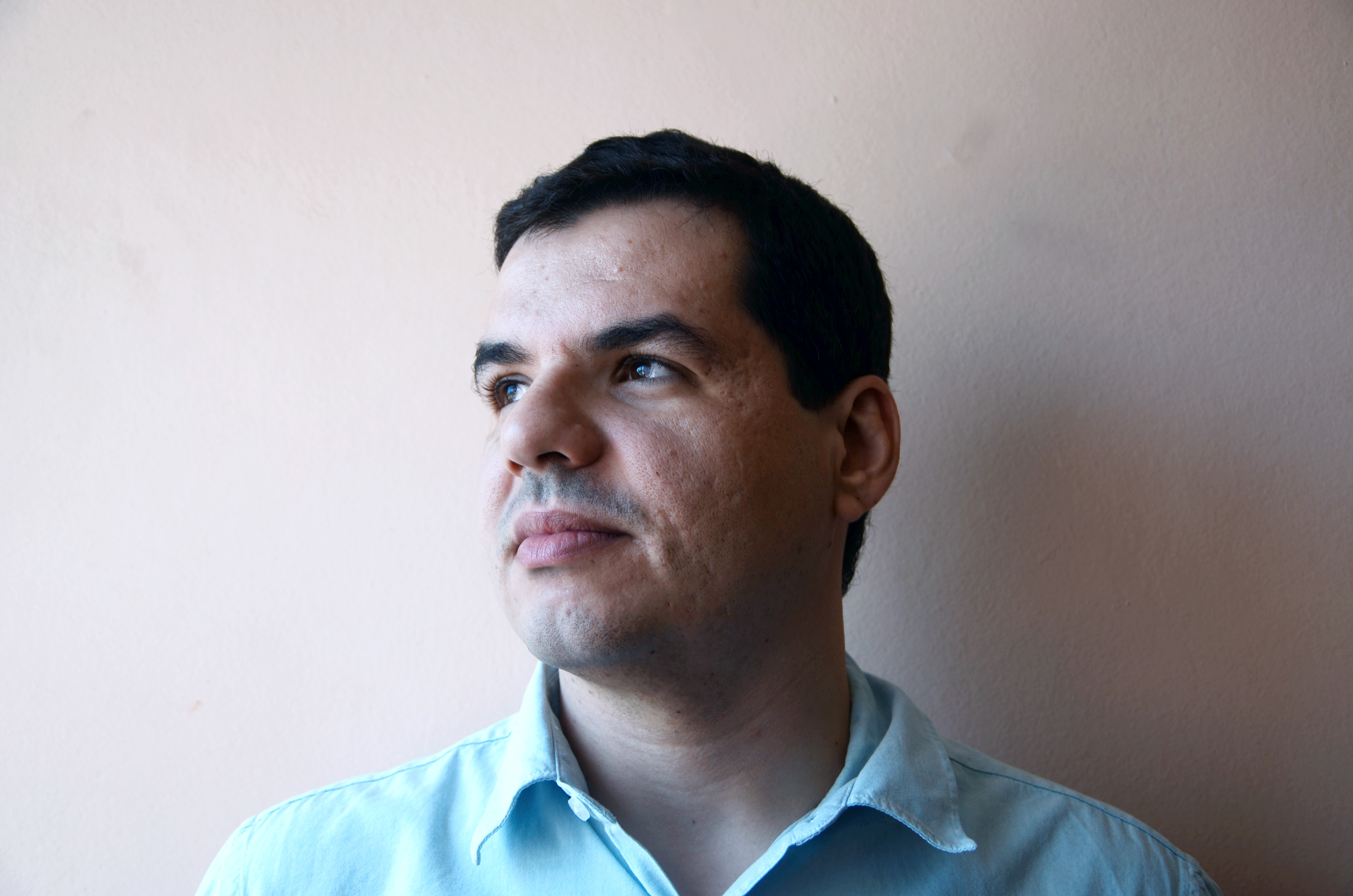
Fotografía de André de Leones.

André de Leones (Goiânia, 1980) es un escritor y periodista brasileño.

## Biografía
André de Leones fue criado en Silvânia, un municipio en el interior del Estado de Goiás, y vive en São Paulo. Es autor de obras como Eufrates (novela, 2018), Abaixo do paraíso (novela, 2016), Terra de casas vazias (novela, 2013), Dentes negros (novela, 2011), Como desaparecer completamente (novela, 2010), Paz na terra entre os monstros (cuentos, 2008) y Hoje está um dia morto (novela, 2006), vencedor del Prêmio SESC de Literatura 2005. Asimismo, ha participado en algunas antologías, entre las que destacan Entre as quatro linhas (2014), Assim você me mata (2012), O Livro Branco (2012), Sam no es mi tío (Alfaguara, 2012) o la Antología Pan-Americana (2010).